# Грос-Лібентальська кірха
Грос-Лібентальська кірха — будівля колишньої лютеранської церкви, яка розташована у селищі Великодолинське Одеського району Одеської області. Має статус пам'ятки архітектури місцевого значення України. Будівля на даний час використовується Московським патріархатом як Храм Спаса Преображенія.

## Історія

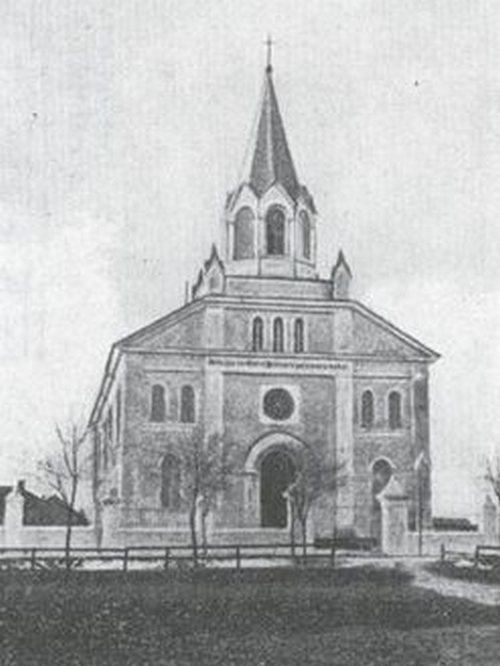
Історичне фото церкви в Грос-Лібенталі

Свою історію лютеранська церква в селищі Великодолинське починає зі створення в 1804 році в селі Велика Аккаржа німецької колонії Грос-Лібенталь (Gross Liebenthal). Це був другий населений пункт, куди після прибули німецькі колоністи, запрошені згідно із маніфестом, що позбавляв їх від податків, надавав землі та дозвіл займатися та розвивати промисловість. У 1845 році місцева лютеранська громада розпочала будівництво тут церкви в ім'я апостола Петра, яка була освячена в 1846 році.
Після приходу до влади більшовиків будівля кірхи була перебудована на складське приміщення, а згодом перетворена на спортивний зал. Будівля відсиріла, частково зруйнувалася. У 1993 році будівлю передали Одеській єпархія Російської православної церкви, яка провела реставрацію і освятила тут православний храм Спаса Преображення. Однак, архітектура церкви — без всякого архітектурного смаку добудований купол та дзвіниця. Також і внутрішній декор і оригінальний екстер'єр церкви повністю змінилися. Зовнішні стіни церкви були оздоблені мозаїкою із зображенням святих, а в храмі розміщені ікони.

## Опис будівлі
Новозведений євангелістсько-лютеранський храм відрізнявся вишуканою архітектурою, яка була переважно втрачена. Дзвіниця була найвищою спорудою у всьому Грос-Лібенталі. Всередині дзвіниці висіло три дзвони різних розмірів. Окрасою церкви були восьмикутні колони, арки та величний іконостас. Колони розділяли приміщення церкви на три частини, в основній з яких стояли широкі лави в два ряди, лівий — для чоловіків, правий — для жінок, а менші частини — для дітей. Будівля церкви мала два яруси для хорового співу, а стіни прикрашав гарний розпис. Перед вівтарем був розташований великий стіл із розп'яттям. Над вівтарем було розташовано кругле вікно із кольоровим склом із зображенням Ісуса Христа, увінчаного терновим вінцем. З боків були розташовані високі вікна, світло від яких гарно освітлювало псалми у збірках. В середині храму був розміщений орган Енгельманна, який грав під час служби божої.

## Галерея

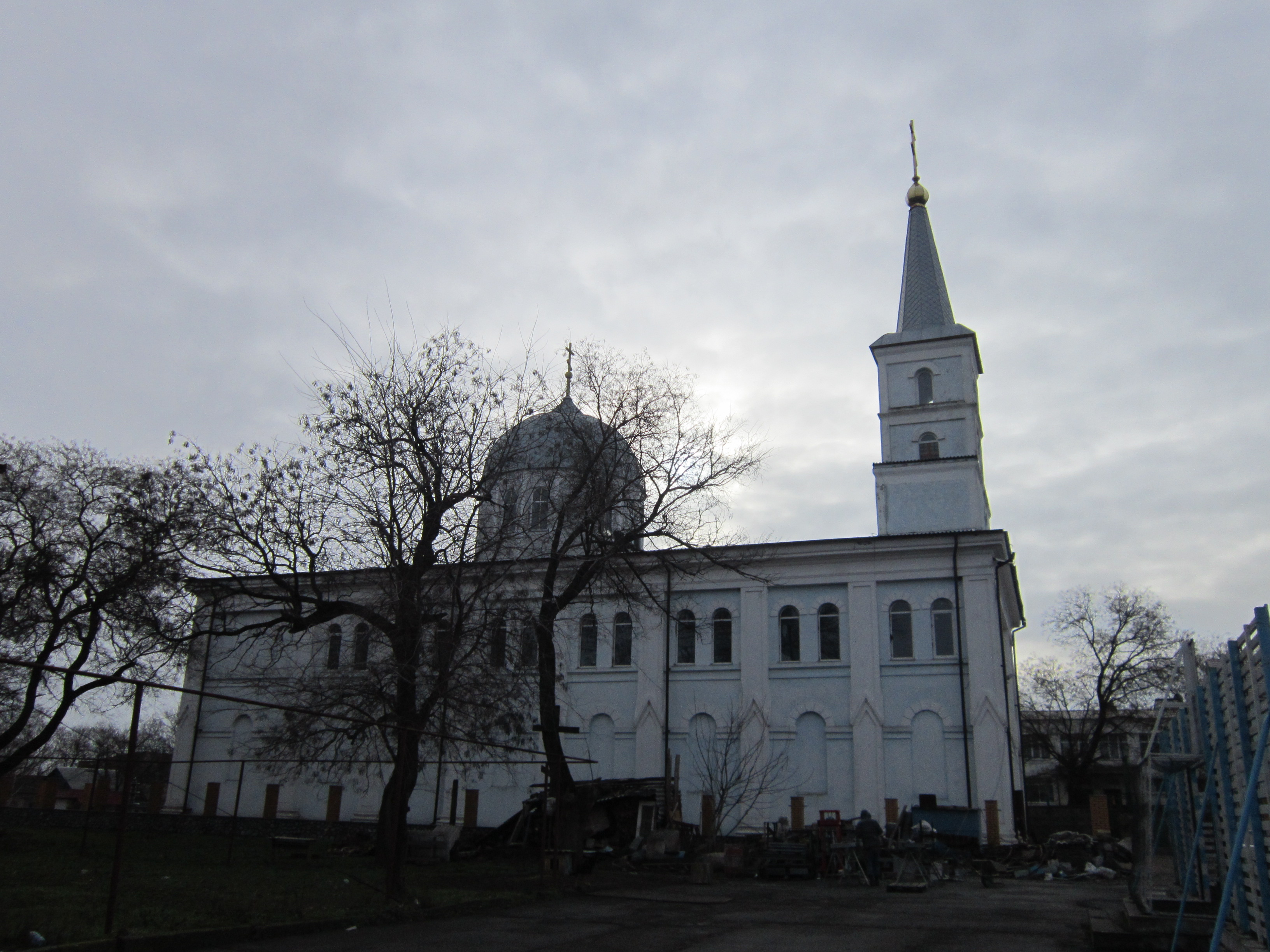
Загальний вигляд
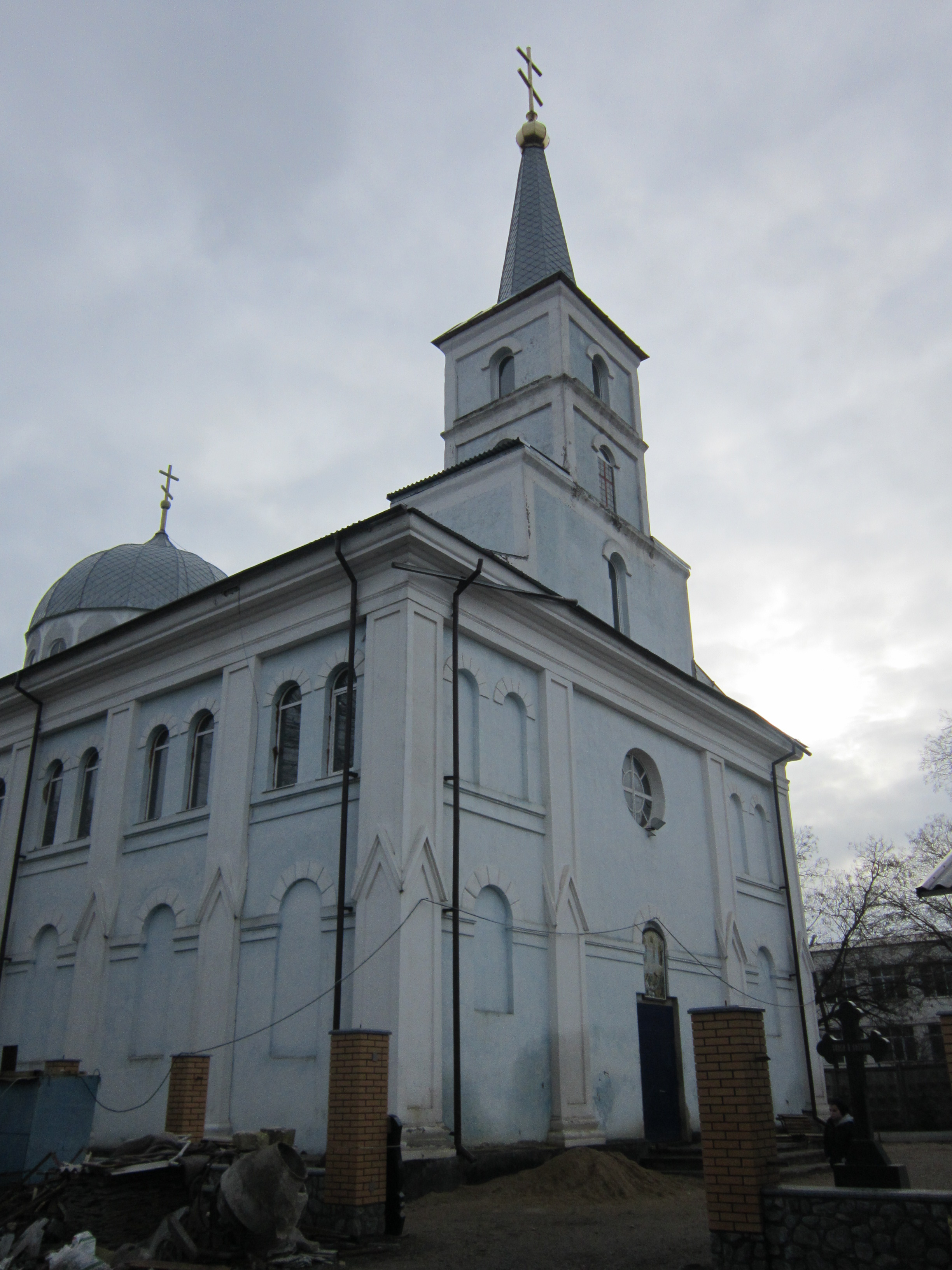
Фасад церкви
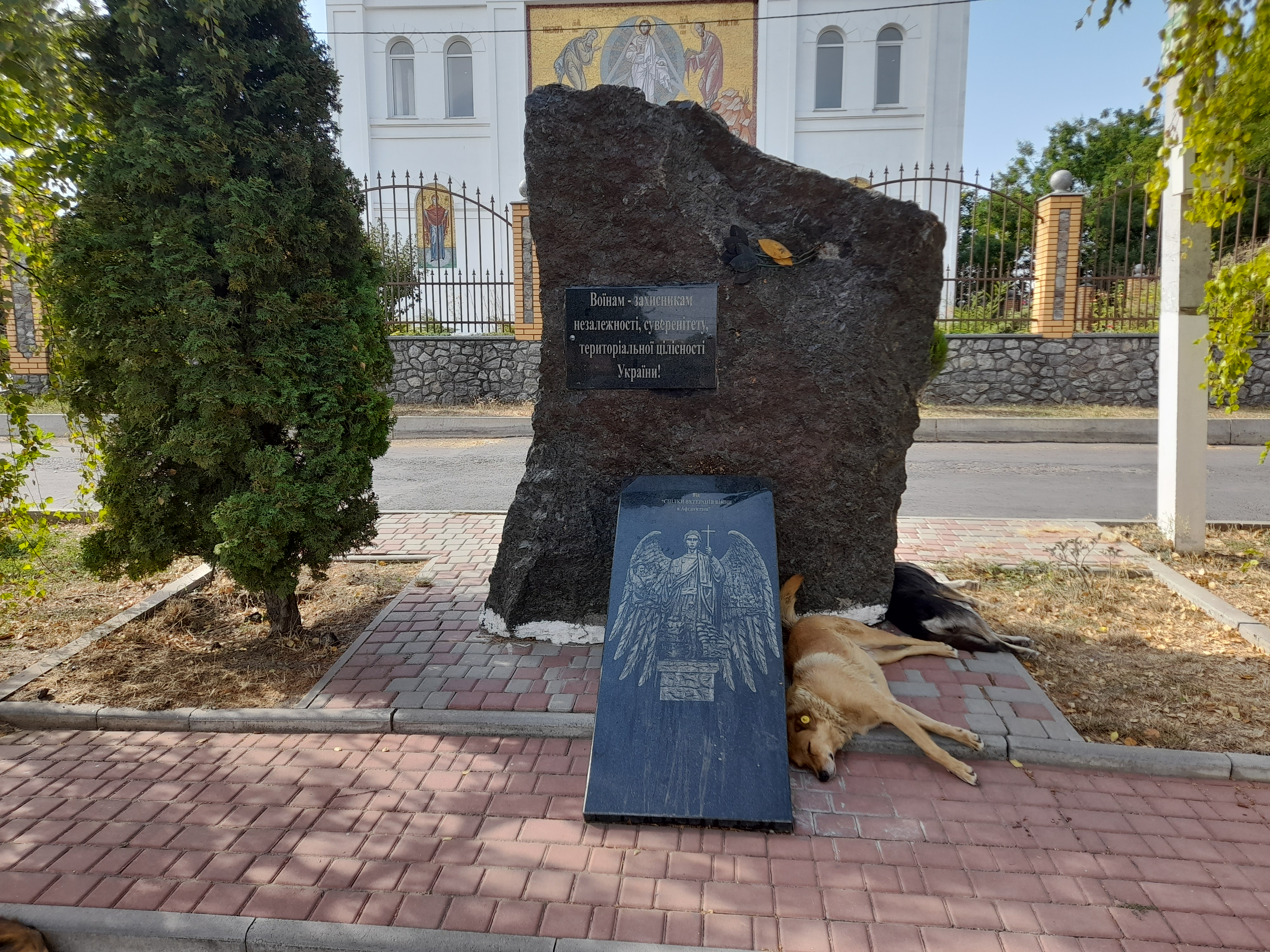
Меморіал воїнам-захисникам Незалежності перед входом до церкви